# 庚酸
庚酸，又稱葡萄花酸，是七个碳的直链羧酸，结构式CH3(CH2)5COOH。

## 性质
无色具腐败脂肪气味的透明油状液体。微溶于水，溶于乙醇和乙醚。

## 制备
1-己烯与合成气经羰基化得到庚醛，后者再经空气氧化得到庚酸。
{\displaystyle \ CH_{3}(CH_{2})_{3}CH\!=\!CH_{2}+CO+H_{2}\rightarrow CH_{3}(CH_{2})_{4}CH_{2}CHO}
{\displaystyle \ CH_{3}(CH_{2})_{4}CH_{2}CHO+{\tfrac {1}{2}}O_{2}\rightarrow CH_{3}(CH_{2})_{4}CH_{2}COOH}

## 用途
用于生产庚酸酯类，用作香料的制取原料。

## 危害
庚酸具有腐蚀性，也具有毒性。